# Cognifit
 (avril 2013).
 (juin 2019).
Cognifit est une société de programmation informatique, qui développe des évaluations cognitives en ligne ainsi que des logiciels et applications d’entraînement cérébral.
Cognifit a été fondé en 1999 par Shlomo Breznitz. Il travaille depuis les années 1980 au développement de logiciels visant à améliorer l’acuité mentale, et la démocratisation d’internet lui a fourni le moyen de communication idéal pour développer et diffuser son idée. Le PDG de la société est Carlos Rodriguez, qui a travaillé pour Procter & Gamble. En 2007, Cognifit a obtenu le Business and Aging Award de l’American Society on Aging.

## Les programmes de Cognifit

### Drivefit
Les programmes de Cognifit sont conçus pour s’adapter à chaque utilisateur.Les premiers programmes Cognifit développés par la société étaient principalement des logiciels de conduite, comme l’application en ligne Drivefit (écrit "DriveFit"), employée par des organismes tels que la British School of Motoring et les Young Drivers of Canada. Elle utilisait "des tests visuels et de mémoire pour mesurer 12 capacités cognitives liées à la conduite, selon le New York Times. Le Times écrit plus loin que le test de DriveFit, d’une trentaine de minutes, "évalue les temps de réaction, ainsi que la propension d’un individu à prendre des risques, sa capacité à estimer la vitesse relative, et à traiter les informations lorsque son attention est distraite (par exemple, en conduisant tout en parlant au téléphone)." En plus de ces programmes, la société a décidé de s’ouvrir à d’autres domaines d’évaluation cognitive, pour créer ce que l’on a appelé gymnastique cérébrale.

### Mindfit
En 2004, Cognifit a commencé la production de logiciels sur CD pour développer l’acuité mentale générale. Le principal programme Cognifit est Mindfit (écrit "MindFit"), d’abord appelé "Mindfit55" pour les versions institutionnelles et "NIS 250" pour les versions privées destinées aux particuliers. Ce programme a été installé dans des maisons de retraite et des résidences assistées, mais il était par ailleurs accessible sur les ordinateurs personnels. Les programmes Cognifit sont conçus pour améliorer la mémoire, la concentration, et autres acuités mentales. Ils sont utilisés par des professionnels de la santé mentale en complément de traitements pour les patients présentant des déficiences mentales ou ayant vécu des traumatismes majeurs, tels que la guerre. Cependant les médecins estiment qu’ils peuvent également se révéler bénéfiques pour des adultes normaux en bonne santé, notamment comme mesure de prévention des effets du vieillissement sur le cerveau. Cognifit ne considère pas ses logiciels comme des jeux, mais comme des programmes d’entraînement cérébral. Tout d’abord, ils évaluent 14 domaines de compétences différents, puis ils proposent des exercices ciblés qui s’adaptent constamment aux évolutions de l’acuité mentale des utilisateurs. Les nouveaux programmes ont pu augmenter le nombre des capacités cognitives évaluées et d’améliorer les compétences cognitives de leurs utilisateurs jusqu’à 40 %.

### Cognifit Personal Coach
Le Cognifit Personal Coach (écrit "CogniFit") était un programme développé à la fois pour ceux qui cherchaient à améliorer leur acuité mentale et pour ceux qui cherchaient à en prévenir la dégradation. Il s’agit du premier produit en ligne de Cognifit. Il demande dans un premier temps à l’utilisateur pour quels types d’activité il souhaite entretenir ses compétences, puis il effectue un classement du mental en un certain nombre de catégories. Un programme est ensuite établi pour l’utilisateur, qu’il doit généralement suivre pendant vingt minutes, trois jours par semaine. Enfin, les résultats sont enregistrés sous forme de graphique pour montrer les progrès de l’utilisateur sur la durée. Le programme Cognifit Personal Coach est aujourd’hui remplacé par une nouvelle offre web et mobile.

### Applications web et mobile
En 2011, Cognifit a lancé un nouveau site web pour présenter son dernier programme d’entraînement cérébral et d’évaluation cognitive. Il est gratuit pour le public et offre toute une gamme d’applications proposant des exercices cérébraux pour aider à stimuler divers domaines cognitifs, tels que la mémoire, la concentration, ou l’organisation. Le site vend aussi des services plus complexes à des tarifs concurrentiels et offre une grande variété d’options. En 2012, Cognifit a commercialisé de nouvelles applications Apple pour iPhone et iPad, appelées Cognifit Brain Fitness, qui sont synchronisées avec le site web et contiennent de nombreux jeux cérébraux pour mobiles, conçus pour déterminer le niveau d’acuité mentale de l’utilisateur ainsi que sa condition d’ensemble, afin de l’aider à les améliorer. En 2012, Cognifit s’est aussi associé avec le laboratoire pharmaceutique Bayer et a sorti une application spécifique pour l’entraînement cérébral de patients atteints de sclérose en plaques. En décembre 2012, Cognifit a commercialisé l’application Moodcraft (écrit "MoodCraft"), qui inclut les émotions et l’humeur dans son offre d’entraînement cérébral. Les programmes Cognifit sont désormais disponibles en anglais, espagnol, français, italien, portugais, hollandais, arabe, portugais brésilien et allemand,.

## Recherche
En 2008, Cognifit a été testé par des chercheurs du Département de sciences comportementales au Max Stern Academic College of Emek Yezreel, pour déterminer si ces applications pouvaient être utilisées dans le cadre des insomnies chroniques ou des handicaps cognitifs. L’étude a révélé que l’évaluation pouvait montrer comment ces maladies étaient liées à des capacités cognitives insuffisantes dans cinq domaines cérébraux différents. Elle a également prouvé que le manque de sommeil affectait négativement les capacités cognitives d’adultes par ailleurs en bonne santé.
En 2009, une étude menée au Centre de recherche sur le cerveau et l’étude des troubles de l’apprentissage Edmond J. Safra, à l’Université de Haifa, a démontré que Cognifit pouvait servir à stimuler la mémoire d’adultes souffrant de dyslexie. En 2010, Cognifit Ltd a co-sponsorisé une étude avec le Département de psychologie et le Centre de recherche psychobiologique au Max Stern, publiée dans la revue NeuroRehabilitation, qui menait à la conclusion que un entraînement cognitif personnalisé est un outil pratique et précieux pour l’amélioration des compétences cognitives et la stimulation de la plasticité neuronale chez les patients atteints de sclérose en plaques".

## Brevet
En 2003, un brevet a été déposé pour Cognifit, programme inventé par Shlomo Breznitz et décrit comme "une méthode pour tester et/ou exercer ses capacités cognitives, comprenant les étapes préliminaires d’évaluation de niveau de l’utilisateur et les résultats qui en découlent. Selon les résultats, le niveau cognitif peut alors être séparé en différentes aptitudes cognitives bien distinctes, et un ou plusieurs exercices peuvent être créés, chacun en relation avec les aptitudes cognitives déterminées. Les exercices peuvent alors être proposés à l’utilisateur, pour qu’un nouveau test soit effectué sur le niveau cognitif ainsi actualisé de l’utilisateur et que de nouveaux résultats en soient tirés. Cette opération peut être répétée au moins une fois."